# Graceville (Florida)
Graceville è una città degli Stati Uniti d'America situata in Florida, nella Contea di Jackson.